# Kurt Feuersinger
Kurt Feuersinger (* 24. März 1957 in Mittersill; † 31. März 2025 ebenda) war ein österreichischer Fußballspieler und -trainer.

## Karriere
Feuersinger absolvierte sein einziges Spiel in der 1. Division für den SV Austria Salzburg im Juni 1977, als er am 30. Spieltag der Saison 1976/77 gegen den FK Austria Wien in der Startelf stand. Zu Saisonende stieg er mit Austria Salzburg aus der 1. Division ab.
Zumindest seit 1980 fungierte Feuersinger als Spielertrainer beim SC Mittersill, mit dem er 1984 in die Regionalliga aufstieg. Jedoch musste man 1985 wieder aus dieser absteigen.
Ab 1985 war er Spielertrainer des Osttiroler Vereins TSU Matrei. Mit den Osttirolern erreichte er in der Saison 1986/87 die 2. Runde im ÖFB-Cup. In der Saison 1988/89 war er wieder für den SC Mittersill in der Regionalliga aktiv.
Feuersinger trainierte von 2005 bis 2009 den viertklassigen SC Mittersill. Mit Mittersill musste er 2006 aus der Landesliga absteigen. Im Juni 2010 wurde er Trainer des viertklassigen FC Zell am See. Mit Zell am See erreichte er in der Saison 2010/11 den 12. Platz in der Salzburger Liga mit einem Punkt Vorsprung auf die Abstiegsränge.
Im Juni 2011 übernahm Feuersinger den Ligakonkurrenten SC Leogang. In seiner ersten Saison erreichte er mit Leogang den elften Tabellenrang. In der Saison 2012/13 musste man jedoch als 15. aus der vierthöchsten Spielklasse absteigen. Nachdem man in der fünfthöchsten Spielklasse auf den letzten Tabellenplatz abgerutscht war, trennte sich Leogang im Oktober 2013 von Feuersinger.
Zwischen 2014 und 2015 trainierte er den SC Mühlbach. Von 2015 bis 2017 fungierte er als Trainer des SC Wald-Königsleiten. Zur Saison 2017/18 kehrte er als Trainer zu Mittersill zurück.

## Politiklaufbahn
Feuersinger kandidierte 2004 erfolgreich für die FPÖ bei den Gemeinderatswahlen in Mittersill auf dem dritten Listenplatz.